# Guido Pancaldi
(Gennaro Olivieri e Guido Pancaldi)
Guido Pancaldi (Ascona, 2 dicembre 1922 – Ascona, 3 ottobre 2011) è stato un personaggio televisivo svizzero e arbitro di hockey su ghiaccio internazionale
.

## Carriera

### Sport
In Svizzera arbitrò più di 200 tornei nazionali di hockey.

### Televisione
È noto al grande pubblico per essere stato giudice di gara del celebre programma televisivo Giochi senza frontiere dal 1965 al 1982 (e delle sue versioni invernali Giochi sotto l'albero e Questa pazza pazza neve) affiancando l'amico e collega Gennaro Olivieri a partire dal 1966.